# スリークッション
スリークッションはビリヤードの一種。
キャロムビリヤードに分類される。

## ゲームの概要
ビリヤード一般についてはビリヤードの項を参照の事。
スリークッションは、赤球1個・白球2個（白球のうちの一方は区別のため黄色に彩色される）を用いて行うキャロムビリヤード競技の一種である。通常10フィートの大台が使用される。
キャロムビリヤードとは、ポケットのないビリヤードテーブル（キャロム台）を用い、手玉（白球のうちどちらか）をキューで撞き（ショットという）、他の複数のボールに当てる事で得点となるビリヤードゲームである。
このとき手玉が最初に当たった玉を第1的玉、次に当たった玉を第2的玉と呼ぶ。
スリークッションにおいては、第2的球にあたるまでに最低3回クッションに接触させる（これを「クッションに入れる」と呼ぶ）ことが得点の条件となる。（このことが「スリークッション」と呼ばれる所以である。）
得点は難易度・得点経過を問わず1点である。ただし、反則があった場合は得点は与えられない。
得点した場合は、続けてプレーすることができる。
得点できなかった場合には、イニング終了となり次のプレーヤーと交代する。
プレーヤーが反則を犯した場合には、そのショットでの得点は認められず次のプレーヤーと交代するが、一般的な反則については減点等のペナルティは無く、また同一イニングでの反則前の得点もすべて認められる。
いずれかのプレーヤーの得点が所定の点数に達した場合、または、あらかじめ定められているイニング数を終了した時点でゲームは終了する。
ハンデを振る場合には、所定の点数を加減する事で行う。

## ゲームの特徴
スリークッションは得点するのが非常に難しいゲームである。
アマチュアトップクラスの選手でも、ショットの成功率は50％程度（ゲームの得点としては1イニングにつき1点）でしかない。
適切な取り口を知らない初心者が得点できる機会はほとんどないといって良い。しかしその反面、1点得点したときの喜びは初心者である程大きく、そのため初心者でも楽しめるゲームである。また、適切なハンデを振る事が比較的容易なため実力差があるプレーヤー同士でも楽しめるのが特徴である。
奥は深いが、一般にイメージされているように入門するのが難しいゲームでは決してない。
初心者はまず基本的な取り口をいくつか覚えさえすれば、ある程度得点できるようになるし、他人のゲームを見て楽しめるようになる。
クッションの固さ、高さ、ラシャのコンディション、ボール表面のワックスの掛かり具合によって、球の動きは大きく変わる。
しかもラシャのコンディション、ボール表面のワックスの掛かり具合などはゲーム中常時変化するため、上級者にとってはそれらの要素を読むことが要求される。
ラシャの湿り気を防ぎ、コンディションを一定に保つため、スリークッションのテーブルには通常ヒーターが内蔵してあり、常時加熱されている。

## 歴史
起源については定かではないが、1870年代頃とされる。
また、最初のトーナメントは1878年にセントルイスで行われた。
その後、アメリカで、そして、国際的にも広く行われるようになって行った。
現在において、スリークッションは現在最も人気のあるキャロム競技である。特にヨーロッパ地域で大きな人気を保持しており、アジアにおいては日本・韓国において特に盛んである。
（以上は英語版Wikipediaの記載による）
世界選手権、ワールドカップなどの国際大会が多数実施されている。
アジア大会でも種目として採用されており、2006年ドーハアジア大会においては、日本代表の梅田竜二選手が金メダルを獲得した。
また、国内においても、全日本3C選手権、ジャパンカップ等の他、各地域においてアマチュア選手の段位に応じた試合が多数行われている。

## 国内競技団体
日本プロビリヤード連盟　JPBF ( Japan Professional Billiards Federation )

## 国際競技団体
世界ビリヤード連盟　UMB ( Union Mondiale de Billard )

ヨーロッパビリヤード連盟  CEB ( Confédération Européenne de Billard )